# Documenta 13

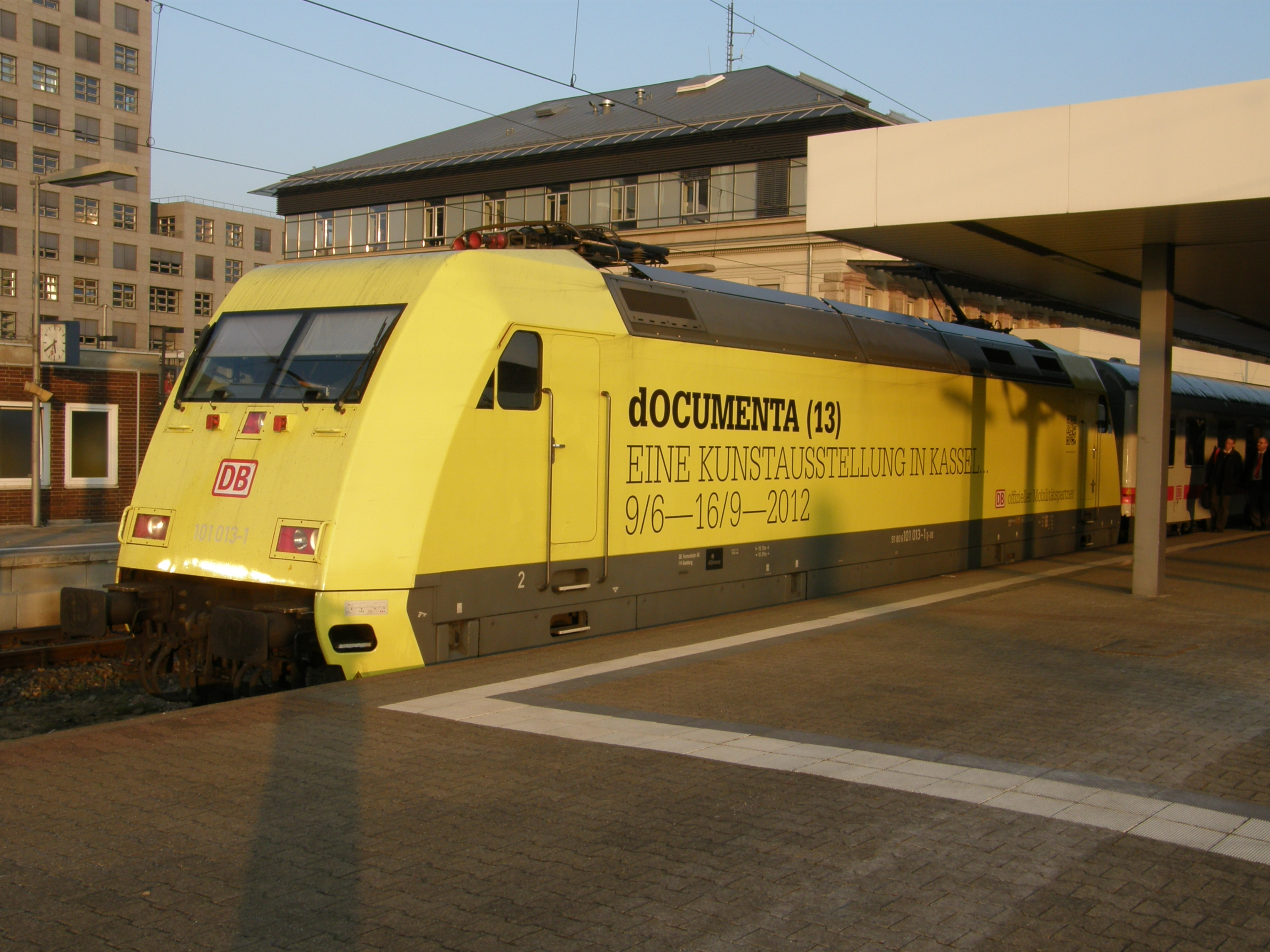
Un tren anunciant l'esdeveniment a Kassel

La documenta (13) és la trezena edició de la documenta, l'exposició d'art contemporani més important del món. Té lloc a Kassel del 6 de juny al 16 de setembre de 2012. La directora artística és Carolyn Christov-Bakargiev, que ha definit l'esdeveniment amb aquestes paraules:
| «                            | dOCUMENTA (13) està dedicada a la investigació artística i les formes de la imaginació que exploren el compromís, la matèria, les coses, la corporalitat i la vida activa en relació, tot i que no subordinades, a la teoria i els tancaments epistemològics. dOCUMENTA (13) està impulsada per una visió holística i no logocèntrica, que és escèptica amb la creença persistent en el creixement econòmic. | » |
| — Carolyn Christov-Bakargiev | |   |

## Descripció
La dOCUMENTA s'organitza en col·laboració amb el Museum Fridericianum Veranstaltungs-GmbH, una entitat sense ànim de lucre participada per l'Ajuntament de Kassel i per l'estat de Hessen. La documenta (13) té lloc a Kassel com a seu principal i a 3 altres seus paral·leles: Kabul (Afganistan), Alexandria i Cairo (Egipte) i Banff (Canadà). A la ciutat de Kassel l'edifici principal on es presenta la mostra és el Fridericianum i els principals espais oberts són la plaça davant d'aquest (Friederichplatz) i el parc Karlsaue. Però també són emplaçaments molt rellevants la documenta Halle, la Neue Gallerie, l'antiga estació central (Hauptbahnohof), la Orangerie i el museu de ciències naturals (Ottoneum); a més del cinema Gloria on es projecta una programació paral·lela. A més d'aquests espais principals hi ha diversos edificis i llocs de la ciutat en què es presenten obres, intervencions o esdeveniments dins el programa de la documenta. Les propostes que es presenten a la dOCUMENTA són seleccionades per la seva direcció artística i ofereixen una reflexió a l'entorn de l'art i la seva relació amb la filosofia, la política i la societat.

## Història
La documenta va néixer el 1955 amb la voluntat de restablir la cultura i les arts visuals després d'un període de decadència i foscor arran de la Segona Guerra Mundial. Des d'aleshores i fins avui, s'ha convertit en l'esdeveniment més destacat internacionalment en el sector de les arts visuals. Se celebra cada cinc anys a la ciutat de Kassel, Alemanya, i dura 100 dies. La darrera edició, que es va organitzar el 2007, va rebre més de 750.000 visitants d'arreu del món i va comptar amb la participació destacada de Ferran Adrià. Altres catalans que han participat a dOCUMENTA són Miquel Barceló (1982) o Susanna Solano (1987 i 1992).

## Participants
Els participants de la dOCUMENTA (13) provenen de camps d'activitat molt diversos. La majoria d'ells són artistes, però alguns també procedeixen dels camps de la ciència, incloent-hi la física i la biologia, l'eco-arquitectura i l'agricultura orgànica, la investigació d'energies renovables, la filosofia, l'antropologia, la teoria econòmica i política, el llenguatge i els estudis de literatura, incloent-hi la ficció i la poesia. El que alguns d'aquests participants fan, i el que "exposen" a dOCUMENTA (13), pot o pot no ser art. No obstant això, els seus actes, gestos, pensaments i coneixements produeixen i són produïts per circumstàncies que es poden llegir des de l'art, aspectes que l'art pot afrontar i absorbir".

## Presència catalana

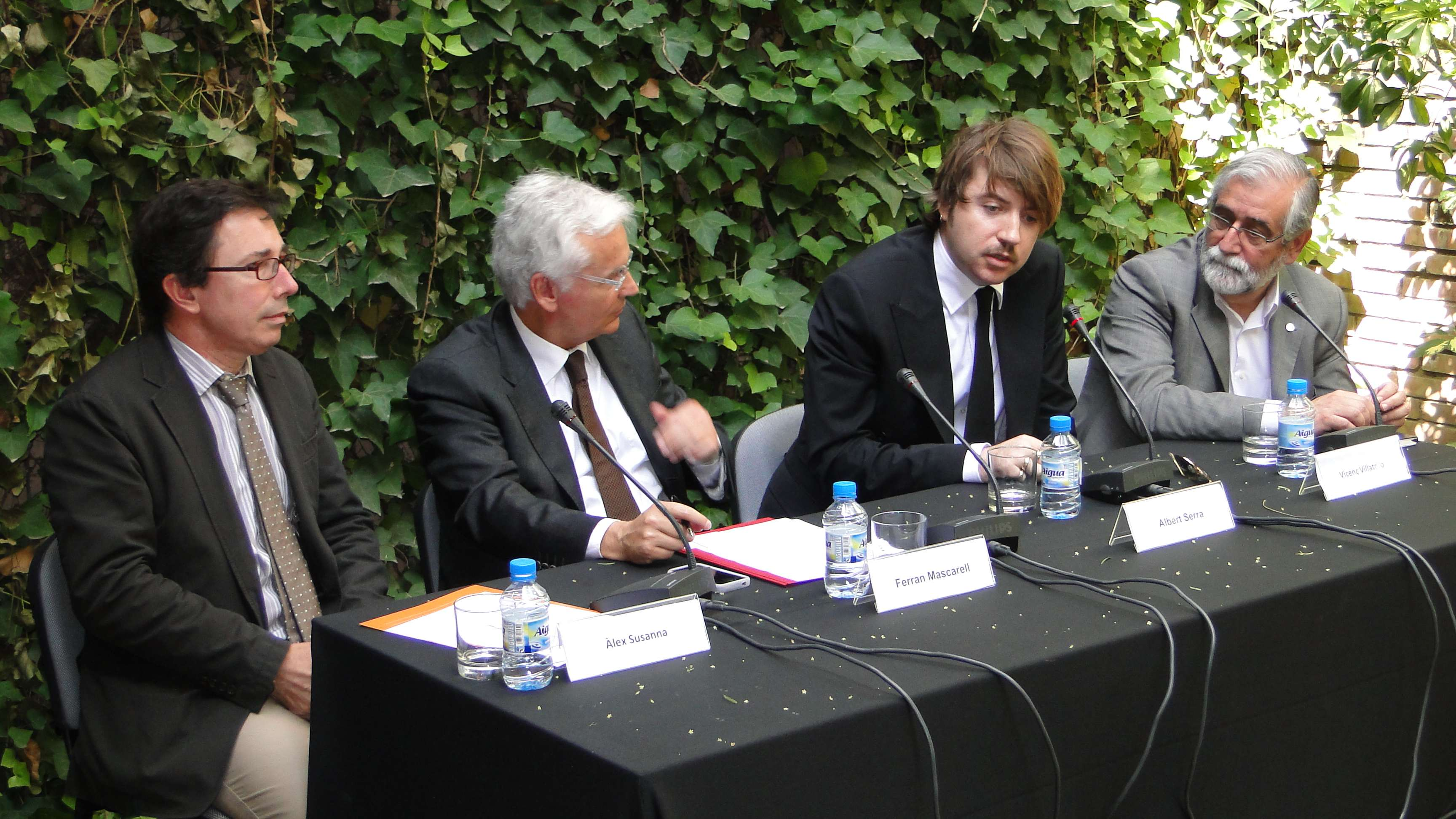
Presentació de la presència catalana a Kassel.

La participació catalana a dOCUMENTA (13) es va presentar el 30 de maig de 2012 en roda de premsa, a la seu de l'Institut Ramon Llull. El conseller de Cultura, Ferran Mascarell, va destacar el fet que la pròpia dOCUMENTA s'hagi fixat en artistes catalans en la seva tria.
El director adjunt de l'IRL, Àlex Susanna, va avançar que la directora artística de dOCUMENTA (13) Carolyn Christov-Bakargiev, juntament amb el seu equip, han seleccionat 150 artistes procedents de 55 països diferents. Entre els artistes seleccionats per la directora artística hi ha el català Albert Serra i Juanola (Banyoles, 1975), Dora García (Valladolid, 1965; i resident a Barcelona) i Enrique Vila-Matas (Barcelona, 1948). També s'hi mostrarà obra d'Antoni Cumella i Serret (Granollers, 1913-1985) i de Salvador Dalí (Figueres, 1904-1989). Per a Susanna, «aquests cinc noms representen perfectament la vitalitat de la nostra cultura, abastant no només el món artístic sinó una multiplicitat de perspectives». Susanna va explicar també que l'IRL col·labora aportant 60.000 euros al pressupost de la dOCUMENTA (13).
Finalment, el cineasta Albert Serra va avançar alguns aspectes del projecte que presentaria a Kassel, després d'assegurar que "a mi la tria també em va agafar per sorpresa". Serra va explicar que per a aquest projecte, que duu per títol Els tres porquets, la seva idea era "fer una pel·lícula bastant utòpica, sent fidel al punt de partida textual i fugint de la superficialitat". Així, es planteja fer una producció a partir dels textos Converses amb Goethe d'Eckermann i Les converses privades de Hitler. Un tercer llibre, una compilació d'entrevistes al cineasta alemany Rainer Werner Fassbinder, servirà de suport en moments puntuals als altres dos.
Serra va explicar que es proposa enregistrar "des de la primera paraula fins a l'última dels dos textos". La filmació durarà els 100 dies de la dOCUMENTA. Aquestes filmacions es muntaran en dos dies, de manera que cada dia es projecti el que s'ha enregistrat tres dies abans. Al final, la filmació es projectarà sencera en un cinema, "24 hores durant 6, 7 o 8 dies", segons Serra. Per fer-ho, Serra comptarà amb la participació de persones vinculades a la dOCUMENTA que interpretaran els personatges principals.